# 4652/4653、4654/4651次列车
033/034次列车，在中国境内称为4652/4653、4654/4651次列车，是蒙古国铁路及中国铁路共同运行于蒙古国首都乌兰巴托至中华人民共和国内蒙古自治区首府呼和浩特的一趟国际联运客车，自1990年5月31日起开行，是内蒙古与外蒙古之间开行的首对国际联运客车。列车沿京包铁路、集二铁路和蒙古纵贯铁路运行，在蒙古国境内跨越东戈壁省、戈壁苏木贝尔省、中央省和乌兰巴托四省市，全程1210公里。其中蒙古国铁路担当的列车每星期五由乌兰巴托站发车，运行24小时54分，于星期六抵达呼和浩特站；每星期一由呼和浩特站发车，运行36小时06分，于星期三抵达乌兰巴托站。中国铁路担当的列车于1991年4月28日开行，每星期五由呼和浩特站发车，于星期日抵达乌兰巴托站；每星期一由乌兰巴托站发车，于星期二抵达呼和浩特站；往返运行时刻与蒙铁列车相同。

## 历史

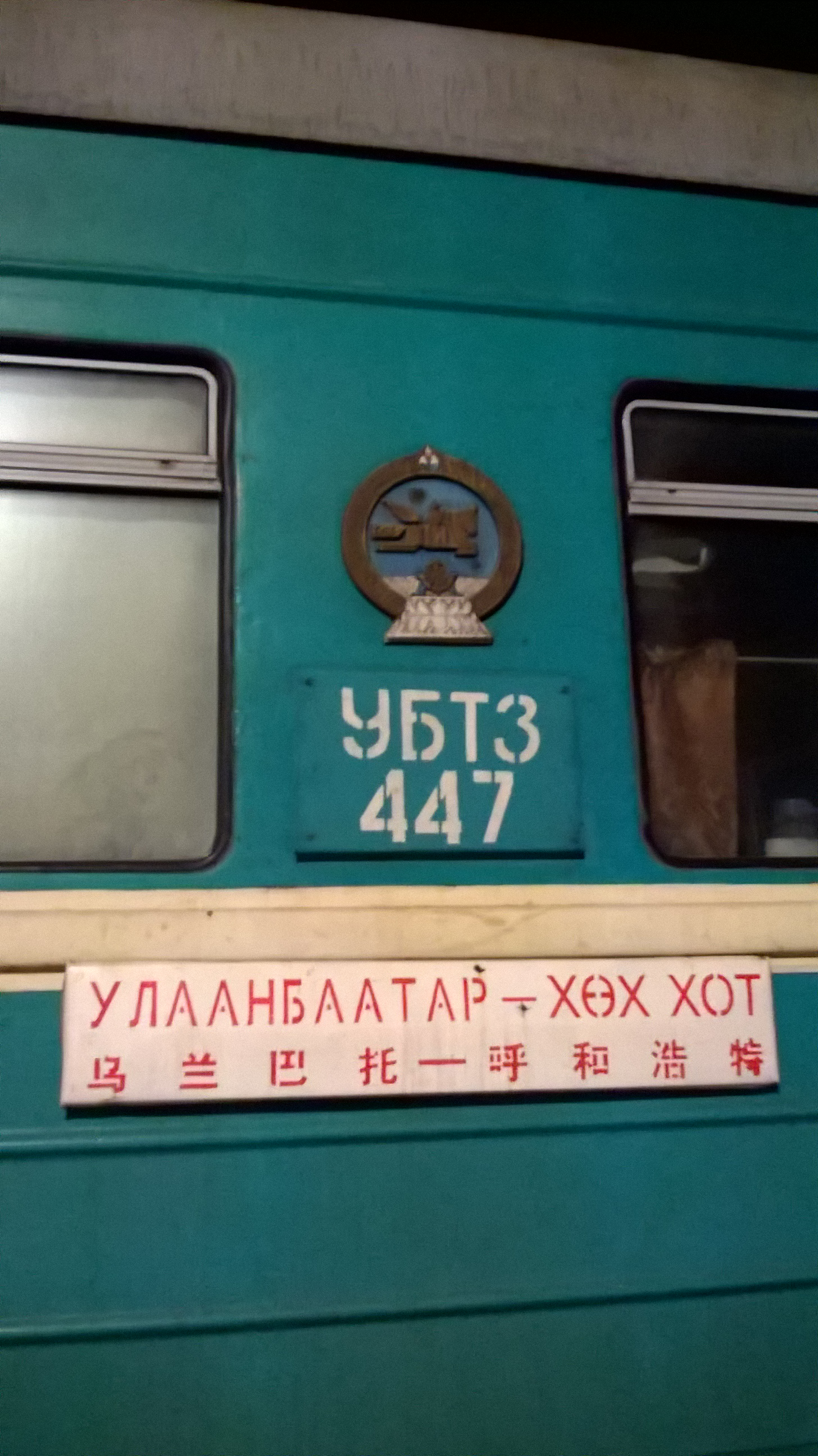
蒙古国铁路承运的4652/4653次列车水牌

1990年3月15日，中蒙铁路关于客运问题的专家会晤在乌兰巴托举行，会议商定1990年夏季（5月31日～9月27日）开行乌兰巴托－呼和浩特直通客车，由蒙古国铁路提供车辆并担当乘务。5月31日，乌兰巴托－呼和浩特直通客车开行，每周运行一班。列车车次使用215/216次（蒙古国境内）、601/602次（中国境内）。
10月7日，中国、朝鲜、蒙古国和苏联四国铁路商定国际联运旅客列车时刻表会议在新西伯利亚举行，会议商定由中国铁路和蒙古国铁路各担当呼和浩特－乌兰巴托直通客车。
12月17日，中国呼和浩特铁路局和蒙古国乌兰巴托铁路局的代表在呼和浩特会晤，双方商定自1991年起全年定期开行呼和浩特－乌兰巴托直通客车，每周运行两班，由中国铁路和蒙古国铁路各担当一班，并商定了运行时刻表、开行日期、售票、清算和客车技术条件等事项。
1991年4月28日，由中国铁路提供车辆并担当乘务的呼和浩特－乌兰巴托国际直通客车开行，这是中国铁路除北京外首次开往外国首都的全年定期列车。
2020年2月14日起，因应疫情防控需要，4652/4653、4654/4651次列车临时停运。
2024年3月15日，往来呼和浩特与乌兰巴托的国际旅客列车恢复开行。

## 列车编组
4652/4653、4654/4651次列车使用配属呼和浩特铁路局包头车辆段的中国铁路25B型客车，在呼和浩特－二连区间采取5节车厢编组，其中硬卧车3辆、硬座车2辆。呼和浩特－乌兰巴托的国际联运区间为2节车厢附挂编组。其中蒙古国铁路派发的每星期五由乌兰巴托站发车，每星期一由呼和浩特站发车，使用车辆为德国制造的蒙古国铁路俄式客车，車身標注-36（俄語，讀音/mʲest/，音“灭斯特”，義為「定員36人」），为一辆硬卧车；中国铁路派发的每星期五由呼和浩特站发车，每星期一由乌兰巴托站发车，使用车辆为中国铁路18型客车，为软卧车与硬卧车各1辆。另外，列车在二连站将加挂或解编二连至乌兰巴托的683/684次列车，而列车在抵达集宁南站后会有一次换向。
4652/4653、4654/4651次列车蒙方值乘任务由乌兰巴托铁路局担当；中方值乘任务由包头客运段兰州车队担当。
由于蒙古国铁路采用轨距为1520毫米的宽轨，而中国铁路则采用1435毫米的标准铁轨，铁轨宽窄不同，因此列车每次出入境均需要在中国的二连站换轮库更换转向架。整个过程一般是用起重设备将客车整列抬起，原转向架推出，再推进另一轨距的备用转向架。因为换轮和边防检查，列车在二连浩特需要停靠3个小时左右。乘客可以选择留在列车上观看换轮过程，也可以下车在二连站站房休息。
| 运行区段 | 呼和浩特↔二连 | 呼和浩特↔乌兰巴托（蒙古国铁路 / 中国铁路） | 呼和浩特↔乌兰巴托（蒙古国铁路 / 中国铁路） | 呼和浩特↔乌兰巴托（蒙古国铁路 / 中国铁路） | 呼和浩特↔二连 | 呼和浩特↔二连 |
| 车厢编号 | 3             | 1                                          | 1                                          | 2                                          | 4-5           | 6-7           |
| 车型     | YW25B 硬卧车  | МЕСТ-36 定员36人 硬卧车                    | RW18 软卧车                                | YW18 硬卧车                                | YW25B 硬卧车  | YZ25B 硬座车  |
| 配属     | 呼局包段      | 乌兰巴托铁路局                             | 呼局包段                                   | 呼局包段                                   | 呼局包段      | 呼局包段      |

## 机车交路
4652/4653、4654/4651次列车在中国境内由呼和浩特铁路局呼和浩特机务段使用和谐3C型电力机车担当呼和浩特至集宁南间机车交路，由呼和浩特机务段机车乘务员值乘；集宁南至二连由呼和浩特铁路局呼和浩特机务段使用东风4D型柴油机车担当，由呼和浩特机务段集宁运用车间机车乘务员值乘。
| 运行区段               | 呼和浩特 ↔ 集宁南                      | 集宁南 ↔ 二连                      | 二连 ↔ 扎门乌德                       | 扎门乌德 ↔ 乌兰巴托                                       |
| 本务机车 配属 司机更替 | 和谐3C型电力机车 呼局呼段 呼和浩特司机 | 东风4D型柴油机车 呼局呼段 集宁司机 | CKD4B型柴油机车 蒙古国铁路 蒙古国司机 | 2M62MM型柴油机车 2TE116UM型柴油机车 蒙古国铁路 蒙古国司机 |

## 时刻表
- 注：蒙古国与中国无时差。

| 034次/684次/4654、4651次                                            | 034次/684次/4654、4651次 | 034次/684次/4654、4651次 | 034次/684次/4654、4651次 | 停靠站     | 4652、4653次/683次/033次 | 4652、4653次/683次/033次 | 4652、4653次/683次/033次 | 4652、4653次/683次/033次 |
| 车次                                                                | 天数                     | 到点                     | 开点                     | 停靠站     | 到点                     | 开点                     | 天数                     | 车次                     |
| ------------------------------------------------------------------- | ------------------------ | ------------------------ | ------------------------ | ---------- | ------------------------ | ------------------------ | ------------------------ | ------------------------ |
| 034                                                                 | 当天                     | —                        | 20:45                    | 乌兰巴托   | 10:05                    | —                        | 第三天                   | 033                      |
| 034                                                                 | 当天                     | ↓                        | ↓                        | 阿木嘎朗   | 09:48                    | 09:53                    | 第三天                   | 033                      |
| 034                                                                 | 第二天                   | 00:55                    | 01:13                    | 乔伊尔     | 05:19                    | 05:49                    | 第三天                   | 033                      |
| 034                                                                 | 第二天                   | 04:26                    | 04:56                    | 赛音山达   | 01:10                    | 01:50                    | 第三天                   | 033                      |
| 034/684                                                             | 第二天                   | 08:30                    | 10:00                    | 扎门乌德   | 17:35                    | 21:35                    | 第二天                   | 683/033                  |
| ↑ 蒙古国（蒙古国标准时间 UTC+08:00） / 中国（北京时间 UTC+08:00） ↓ |                          |                          |                          |            |                          |                          |                          |                          |
| 684/4654                                                            | 第二天                   | 10:25                    | 13:45                    | 二连       | 05:26                    | 17:10                    | 第二天                   | 4653/683                 |
| 4654                                                                | 第二天                   | 14:29                    | 14:33                    | 齐哈日格图 | 04:31                    | 04:34                    | 第二天                   | 4653                     |
| 4654                                                                | 第二天                   | 15:28                    | 15:34                    | 赛汗塔拉   | 03:30                    | 03:44                    | 第二天                   | 4653                     |
| 4654                                                                | 第二天                   | 16:10                    | 16:13                    | 朱日和     | 02:40                    | 02:43                    | 第二天                   | 4653                     |
| 4654                                                                | 第二天                   | 17:42                    | 17:45                    | 土牧尔台   | 01:38                    | 01:42                    | 第二天                   | 4653                     |
| 4654                                                                | 第二天                   | ↓                        | ↓                        | 乌兰哈达   | 01:11                    | 01:13                    | 第二天                   | 4653                     |
| 4654                                                                | 第二天                   | 18:23                    | 18:27                    | 白音察干   | 00:50                    | 00:54                    | 第二天                   | 4653                     |
| 4654/4651                                                           | 第二天                   | 19:26                    | 19:46                    | 集宁南     | 23:45                    | 00:01                    | 当天                     | 4652/4653                |
| 4651                                                                | 第二天                   | 21:23                    | —                        | 呼和浩特   | —                        | 21:59                    | 当天                     | 4652                     |